# برایان مک‌کاردی
برایان مک‌کاردی (انگلیسی: Brian McCardie؛ زادهٔ ۲۲ ژانویهٔ ۱۹۶۵ – ۲۸ آوریل ۲۰۲۴) هنرپیشه اهل اسکاتلند بود. وی از سال ۱۹۸۹ تا ۲۰۲۴ میلادی مشغول فعالیت بود.

## قسمتی از فیلم‌شناسی
- قانون مورفی (مجموعه تلویزیونی)
- سرعت ۲: کنترل سفر دریایی
- شبح و ظلمت
- راب روی